# Sint-Georgiuskerk (Bredevoort)
De Sint-Georgiuskerk is een neogotische kerk in het Gelderse Bredevoort. Het gemeentelijk monument is ontworpen door architect Alfred Tepe.

## Geschiedenis
Na het beleg van Bredevoort en de daarmee de introductie van de reformatie in 1597 mochten de rooms-katholieke inwoners van Bredevoort geen kerkdiensten meer houden en maakten daarvoor een lange tijd gebruik van de Duitse Kruiskapel, net over de grens.
In 1798 werd in Bredevoort weer een rooms-katholieke kerk gesticht. Het eerste kerkje stond tegenover de huidige kerk en was gelegen tussen de Koppelstraat en de Officierstraat. Het bestond uit twee huizen, waarvan de daken waren verwijderd, en vervolgens de muren werden opgehoogd. Het altaar was van baksteen, en alles werd wit geverfd om het gebouw een kerkelijke uitstraling aan te geven. In 1855 werd de kerk tot parochie verheven.

### De huidige kerk
Onder pastoor Smorenburg werd een nieuwe kerk gebouwd. Deze had van de aartsbisschop opdracht daartoe gekregen. Van de gemeente Aalten had de parochie het Bastion Ossenkop deels (1420 vierkante meter) gekregen, inclusief het stuk gracht en kade eromheen. De resterende 1420 vierkante meter moest worden gekocht voor de prijs van 795,20 gulden. Het eerste ontwerp voor Bredevoort was dat van Pierre Cuypers naar voorbeeld van de Ruurlose kerk. Het ontwerp van Alfred Tepe uit 1874 werd uiteindelijk uitgevoerd. Voor de bouw van de kerk waren 230.000 stenen en 150 mud kalk nodig. De eerste 100.000 stenen kwamen uit het Duitse Barlo, deze werden op kruiwagens aangevoerd door de Parochianen uit Barlo die op deze wijze hun verbondenheid met de Nederlandse Katholieken wilden tonen. De resterende stenen werden waarschijnlijk op de steenoven in de Haart gebakken. De werkzaamheden begonnen in 1875 en al op 3 oktober 1876 werd de kerk ingewijd door pastoor Smorenburg en in gebruik genomen. Het oude kerkje werd daarop afgebroken en de grond verkocht.

### Renovatie
Onder pastoor Mulder werden in 1897 de nodige renovatiewerkzaamheden uitgevoerd en de kerk uitgevoerd met een uurwerk en drie klokken. In 1898 werd door Felice Monasso uit Bocholt een terrazzovloer gelegd en werden de muren beschilderd door Muermans en zoon uit Roermond. Zij schilderden onder andere een voorstelling van Christus en de apostelen in de Hof van Olijven.

## Locatie

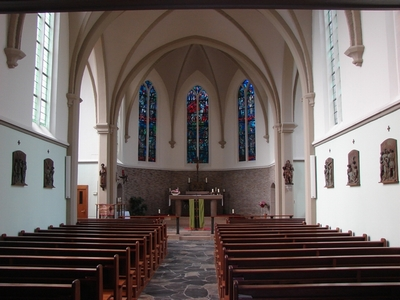
Interieur

Nadat de vestingwerken van Bredevoort in de negentiende eeuw voor een groot deel werden geslecht werd op de Courtine tussen twee bastions de Sint-Georgiuskerk gebouwd, waardoor deze kerk nog altijd wat hoger staat dan de omringende straten.